# 阿里山耳蕨
阿里山耳蕨（学名：Polystichum eximium）为鱗毛蕨科耳蕨屬下的一个种。

## 扩展阅读
- 維基物種上的相關：阿里山耳蕨